# Djillali Ben Amar
Djillali Ben Amar es un municipio (baladiyah) de la provincia o valiato de Tiaret en Argelia. En abril de 2008 tenía una población censada de 5443 habitantes.
Se encuentra ubicado al norte del país, sobre la cordillera del Atlas y a unos 150 km de la costa del mar Mediterráneo.